# Nesby Glasgow
Nesby Lee Glasgow (Los Angeles, 15 aprile 1957 – 25 febbraio 2020) è stato un giocatore di football americano statunitense che ha militato nel ruolo di safety nella National Football League (NFL).

## Carriera
Glasgow al college giocò a football con i Washington Huskies di cui venne inserito nella formazione ideale del secolo. Fu scelto dai Baltimore Colts nel corso dell'ottavo giro (207º assoluto) del Draft NFL 1979. Vi giocò fino al 1987, venendo premiato come miglior difensore della squadra nel 1984. Nel 1988 passò ai Seattle Seahawks con cui disputò il resto della carriera, chiusa nel 1992. Morì il cancro allo stomaco il 25 febbraio 2020.